# Braceville (Illinois)
Braceville es una villa ubicada en el condado de Grundy en el estado estadounidense de Illinois. En el Censo de 2010 tenía una población de 793 habitantes y una densidad poblacional de 106,72 personas por km².

## Geografía
Braceville se encuentra ubicada en las coordenadas 41°13′25″N 88°16′20″O / 41.22361, -88.27222. Según la Oficina del Censo de los Estados Unidos, Braceville tiene una superficie total de 7.43 km², de la cual 7.26 km² corresponden a tierra firme y (2.23%) 0.17 km² es agua.

## Demografía
Según el censo de 2010, había 793 personas residiendo en Braceville. La densidad de población era de 106,72 hab./km². De los 793 habitantes, Braceville estaba compuesto por el 95.71% blancos, el 0.38% eran afroamericanos, el 0.38% eran amerindios, el 0% eran asiáticos, el 0.38% eran isleños del Pacífico, el 1.26% eran de otras razas y el 1.89% pertenecían a dos o más razas. Del total de la población el 3.15% eran hispanos o latinos de cualquier raza.